# St. Rita (Berlin)
Die Kirche St. Rita ist ein katholisches Gotteshaus in der General-Woyna-Straße im Berliner Stadtteil Reinickendorf. Sie ist Sitz der gleichnamigen Pfarrgemeinde. Innerhalb des Dekanates Reinickendorf im Erzbistum Berlin bildet sie mit den drei Kirchengemeinden Herz-Jesu Tegel, St. Bernhard Tegel Süd und St. Marien den Pastoralen Raum Süd (Koop Süd).

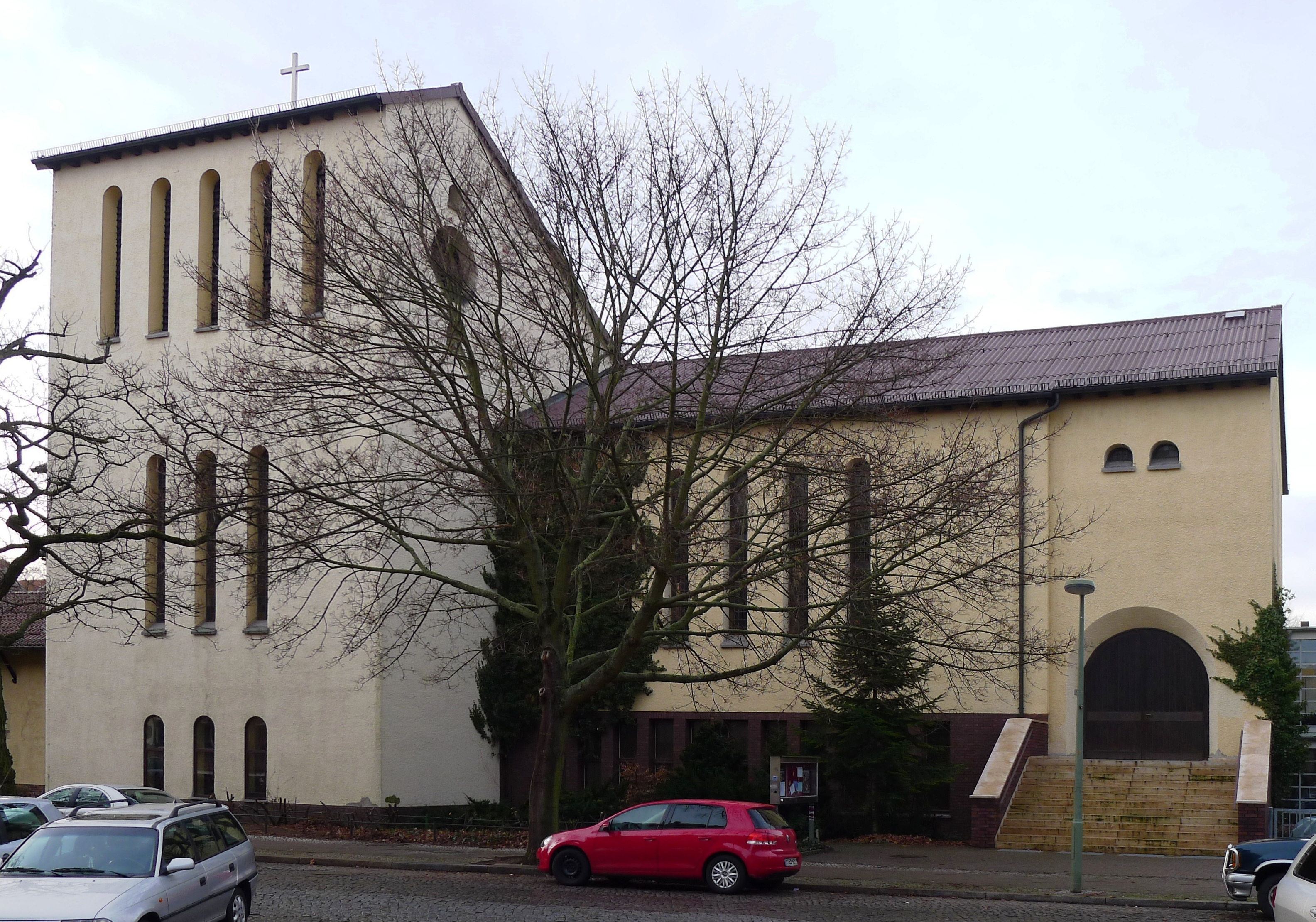
St. Rita

## Geschichte
Schon vor Gründung der Gemeinde 1929 waren einige Augustiner mit der Seelsorge im heutigen Pfarrgebiet beauftragt. 1929 trennte man das heutige Pfarrgebiet von St. Marien in Berlin-Reinickendorf ab; St. Rita wurde somit zur Kuratie. Den drei Augustinerpatres, die zu Beginn in einer Mietwohnung in der Oranienburger Straße untergebracht waren, war somit auch offiziell die Seelsorge im weitläufigen Pfarrgebiet (Reinickendorf-West, Wittenau, Lübars) übertragen. 1935 folgte der Bau des Klosters. Eine Pfarrkirche bestand noch nicht, weshalb über mehrere Jahrzehnte behelfsmäßig mit der Kapelle des Sankt-Hedwig-Friedhofs, der Kapelle des Kinderheims der Marienschwestern in Wittenau und einer kleinen Kapelle in Lübars vorliebgenommen werden musste. Eine eigene Kirche konnte erst am 14. August 1951 begonnen werden. Sie wurde am 22. Juni 1952 geweiht. Wittenau war bereits nicht mehr Bestandteil des Pfarrgebiets: Auf dem Gebiet waren die Gemeinden St. Nikolaus und St. Martin gegründet worden.

## Baubeschreibung
Im Anschluss an das bereits 1935 entstandene Klostergebäude der Augustiner entwarf Felix Hinssen den ersten vollständig neu konzipierten katholischen Kirchenbau nach dem Zweiten Weltkrieg. Der zweigeschossige Baukörper hat den Grundriss des lateinischen Kreuzes. Die einschiffige Hallenkirche hat ein Querschiff. Der Mauerwerksbau ist über einem roten Ziegelsockel sandfarben verputzt. Der Kirchsaal liegt im Obergeschoss, zu dem eine Freitreppe an der Längs- und Straßenseite hinaufführt. Das Erdgeschoss nimmt den Gemeindesaal und die Werktagskapelle auf. Die Wände sind durch schlanke eng gereihte Bogenfenster gegliedert. Das Langhaus und der Chor sind mit Satteldächern bedeckt. Über dem östlichen Arm des Querschiffs liegt der Glockenturm, der ebenfalls ein Satteldach trägt, dessen Dachfirst parallel zu dem des Langhauses liegt. Der westliche Arm des Querschiffs befindet sich unter dem Schleppdach des Turms.
In der Glockenstube hängt ein Geläut aus drei Bronzeglocken:
| Gießjahr | Gießer                      | Schlagton | Gewicht (kg) | Durchmesser (cm) | Höhe (cm) | Krone (cm) | Inschrift in der Schulter                             | Inschrift im Schlagring     |
| -------- | --------------------------- | --------- | ------------ | ---------------- | --------- | ---------- | ----------------------------------------------------- | --------------------------- |
| 1954     | Friedrich Wilhelm Schilling | gis′      | 500          | 93               | 77        | 15         | INQUIETUM EST COR NOSTRUM DONEC QUIESCAT IN TE DOMINE | IN HONOREM S.P.N. AUGUSTINI |
| 1982     | Petit & Gebr. Edelbrock     | h′        | 375          | 80               | 64        | 14         | AVE MARIA GRATIA PLENA DOMINUS TECUM                  |                             |
| 1954     | Friedrich Wilhelm Schilling | cis′′     | 200          | 70               | 55        | 13         | IN HONOREM SANCTAE RITAE VIDUAE                       | ORA ET LABORA               |